# Jochen Riebel
Jochen Riebel (* 25. März 1945 in Ober-Hilbersheim, Rheinhessen; † 16. Juni 2015 in Hofheim am Taunus) war ein deutscher Politiker (CDU). Bis 2006 war er Minister für Bundes- und Europaangelegenheiten in der Hessischen Staatskanzlei, seit 2007 war er in einer Wiesbadener Anwaltskanzlei tätig.

## Leben
Riebel besuchte das Rabanus-Maurus-Gymnasium in Mainz. Nach dem Abitur 1964 wurde er zunächst Soldat auf Zeit. Anschließend schloss er ein Studium der Rechtswissenschaften mit dem Staatsexamen ab. Seit 1966 war er Mitglied der katholischen Studentenverbindung VKDSt Hasso-Rhenania Mainz. Als Reserveoffizier wurde er zuletzt 1996 zum Oberst der Reserve bei der Luftwaffe befördert.

## Politik
Riebel war von 1979 bis 1984 Bürgermeister von Eschborn und von 1984 bis 1989 Oberbürgermeister von Frankenthal. Von 1990 bis 1999 war er Landrat des Main-Taunus-Kreises. Als solcher enthob er 1992 im Rahmen des Korruptionsskandals um hohe Amtsträger im Hochtaunuskreis und Main-Taunus-Kreis (sogenannte „Taunus-Mafia“), den mutmaßlich korrupten und in Untersuchungshaft sitzenden Bürgermeister von Kriftel Hans-Werner Börs (1928–1996) seines Amtes und leitete ein Disziplinarverfahren gegen ihn ein.
Nach der Landtagswahl in Hessen am 7. Februar 1999 wurde Riebel Staatssekretär des Hessischen Ministeriums der Finanzen unter Finanzminister Karlheinz Weimar, in der Hessischen Landesregierung (Kabinett Koch I). Am 12. September 2000 berief Ministerpräsident Koch Riebel als Nachfolger von Franz Josef Jung zum Leiter der Staatskanzlei und zum Bevollmächtigten für Bundesangelegenheiten. Nach den Landtagswahlen 2003 wurde Riebel im Kabinett Koch II Staatsminister für Bundes- und Europaangelegenheiten. Aus diesem Amt entließ ihn Koch am 28. März 2006. Riebels Nachfolger wurde Volker Hoff (CDU).
Riebel war Vertreter des Landes Hessen im Aufsichtsrat der Flughafen Frankfurt-Hahn GmbH. Seit März 2010 war er Mitglied des Beirats für Fragen der Inneren Führung.

## Kirche
Im Jahr 2010 wurde Riebel vom Limburger Bischof Franz-Peter Tebartz-van Elst in den neugegründeten Vermögensverwaltungsrat des Bischöflichen Stuhls zu Limburg berufen. In dieser Funktion erregte Riebel mediale Aufmerksamkeit, als er am 7. Oktober 2013 die Öffentlichkeit über erhebliche Mehrkosten beim Bau des Diözesanen Zentrums St. Nikolaus informierte und dabei den Bischof scharf kritisierte.

## Privates
Riebel war katholisch und verheiratet.

## Ehrungen
- Ehrenkreuz der Bundeswehr (2004)
- Ordre des Palmes Académiques (2008)[5]

- Komtur des Päpstlichen Ritterordens des heiligen Gregors des Großen durch Papst Benedikt XVI. (2013)[6]